# ماچاریا کامائو
ماچاریا کامائو (انگلیسی: Macharia Kamau؛ زادهٔ ۳ مارس ۱۹۵۸) یک سیاست‌مدار و وزیر امور خارجه کنیا می‌باشد. او قبلاً نماینده کنیا در سازمان ملل متحد و رئیس هیئت اجرایی یونیسف بوده است.

## دوران جوانی و تحصیلات
کامائو در ۳ مارس ۱۹۵۸ به دنیا آمد. در سال ۱۹۸۲ از کالج ووستر، اوهایو در ایالات متحده با مدرک کارشناسی در تاریخ، اقتصاد و دین، فارغ‌التحصیل شد. در ۱۹۸۳، او مدرک کارشناسی ارشد آموزش در مدیریت و سیاست اجتماعی را از دانشگاه هاروارد، در کمبریج، ماساچوست، ایالات متحده دریافت کرد. او تخصص‌های «مدیریت سیاست‌های کلان اقتصادی و خط مشی و برنامه‌ریزی اجتماعی» را اخذ نمود.

## فعالیت حرفه‌ای
کامائو سابقه‌ای طولانی در خدمت به سازمان ملل داشته است، از جمله با یونیسف و برنامه توسعه سازمان ملل متحد (UNDP) در آفریقا، دریای کارائیب و نیویورک همکاری داشته. او قبلاً به عنوان نماینده دائم کنیا در سازمان ملل متحد از سال ۲۰۱۰ تا ۲۶ ژانویه ۲۰۱۸ و قبلاً در نایروبی (۲۰۰۹–۲۰۱۰) خدمت کرده است. او همچنین در مأموریت‌های ویژه سازمان ملل خدمت کرده است و در ۲۰۱۴ رئیس هیئت اجرایی صندوق کودکان ملل متحد (یونیسف) بوده است. رئیس انجمن جنگل‌های سازمان ملل (۲۰۱۱–۲۰۱۲)، رئیس مشترک کارگروه ویژه تأمین مالی جنگل (۲۰۱۰–۲۰۱۱)، معاون شصت و هفتمین نشست مجمع عمومی سازمان ملل متحد، رئیس مشترک گروه کاری مجمع عمومی در مورد اهداف توسعه پایدار (SDGs) (۲۰۱۲–۲۰۱۴) و به عنوان همیار برنامه توسعه پس از سال ۲۰۱۵(۲۰۱۴–۲۰۱۵) یوده است. کامائو همچنین رئیس کمیسیون صلح سازمان ملل متحد بوده است.
در ماه مه ۲۰۱۶، بان کی‌مون، دبیرکل سازمان ملل متحد، کامائو و مری رابینسون، رئیس‌جمهور سابق ایرلند را به عنوان فرستاده ویژه دبیرکل در امور ال نینو و آب و هوا منصوب کرد و آنها را مأمور جلب توجه به ۶۰ میلیون نفر در اطراف ال نینو نمود. جهان تحت تأثیر خشکسالی شدید مرتبط با ال نینو و تأثیرات آب و هوایی و بسیج آن یک واکنش یکپارچه داشت که آمادگی برای رویدادهای آب و هوایی آینده را می‌بایستی در نظر گرفت. در اکتبر ۲۰۱۶، رئیس مجمع عمومی سازمان ملل متحد، پیتر تامسون، یک تیم اجرای اهداف توسعه پایدار را به منظور ایجاد انگیزه در بازیگران در سطوح جهانی، منطقه‌ای، ملی و جامعه ایجاد کرد و کامائو را به عنوان فرستاده ویژه در اجرا و تغییرات آب و هوایی منصوب کرد. وظایف این تیم افزایش آگاهی عمومی از این اهداف و اهمیت آنها و تلاش برای اجرای آنها تا حد ممکن توسط سازمان‌های مرتبط بود.
سفیر کامائو در فوریه ۲۰۱۸ به عنوان دبیر اصلی وزارت امور خارجه کنیا منصوب شد. در ۲۲ مارس ۲۰۱۸، کامائو از سمت خود در سازمان ملل کناره‌گیری کرد و خروج خود را از طریق توییتر به عموم اعلام نمود.

## انتشارات
کامائو یکی از نویسندگان کتاب «تبدیل دیپلماسی چندجانبه: داستان درونی اهداف توسعه پایدار» است که در فوریه ۲۰۱۸ منتشر شد.

## دیدگاه‌های سیاسی
کامائو معتقد است که وقتی کشورها به مرزها و نهادهای یکدیگر احترام نمی‌گذارند، صلح برقرار نمی‌شود.
در سال ۲۰۱۸، کامائو از نیویورک تایمز و فایننشال تایمز در مورد پوشش کنیا انتقاد کرد و اظهار داشت که امیدوار است موقعیت تحریریه خود را در این کشور بررسی کنند.